# علی ثابت‌فر
علی ثابت‌فر (زاده ۲۶ بهمن ۱۳۲۱ – درگذشته ۴ آذر ۱۳۹۱) بازیگر سینمای ایران بود. او فارغ‌التحصیل رشته‌های سینما و تئاتر از آلمان غربی بود.
علی ثابت در فیلم‌های کندو، ذبیح و ماه عسل نقش مکمل بهروز وثوقی را بر عهده داشت.

## فیلم شناسی
- کندو (۱۳۵۴)
- ذبیح(۱۳۵۴)
- ماه عسل (۱۳۵۵)
- کلام حق (۱۳۵۶)
- انفجار (فیلم ۱۳۵۹) (۱۳۵۹)
- مرز (فیلم ۱۳۶۰) (۱۳۶۰)
- فرمان (۱۳۶۰)
- خط قرمز (۱۳۶۰)
- سردار جنگل (۱۳۶۲)
- جنجال بزرگ (۱۳۶۳)
- کانی مانگا (۱۳۶۶)
- وسوسه (۱۳۶۸)
- قافله (۱۳۷۱)
- سربلند (۱۳۷۳)
- گارد ویژه (۱۳۷۴)
- دوستان (۱۳۷۸)

## جشنواره‌ها
وی برای بازی در فیلم کانی مانگا نامزد بهترین بازیگر نقش دوم مرد از ششمین جشنواره فیلم فجر شد.